# Personaggi di Tokyo Mew Mew - Amiche vincenti
Lista dei personaggi del manga e dell'anime di Tokyo Mew Mew - Amiche vincenti, nonché dei videogiochi correlati.

## Personaggi principali

Mew Apple

Strawberry Momomiya (桃宮 いちご?, Momomiya Ichigo, Ichigo Momomiya) / Mew Berry (ミュウイチゴ?, Myū Ichigo, Mew Ichigo)
Doppiata da: Saki Nakajima (1º anime) / Yūki Tenma (2º anime) (ed. giapponese), Debora Magnaghi (1º anime) / Giulia Maniglio (2º anime) (ed. italiana)
Protagonista della serie, è una ragazza di 13 anni dolce, premurosa, sensibile, gentile e volenterosa, che a volte sogna a occhi aperti. Anche se può sembrare un po' goffa, sciocca e scontrosa, è una persona altruista e coraggiosa in battaglia e al contempo molto seria e capace come cameriera. Grazie alla sua vivacità e alla sua tenacia stringe facilmente amicizia. A volte la sua spontaneità è tale che fa fatica a controllare l'impulsività. È molto devota a Mark, con il quale nel corso della storia sviluppa una relazione sempre più profonda. Si trasforma in Mew Berry, di colore rosa, il cui DNA si è fuso con quello del gatto selvatico di Iriomote. È il primo membro effettivo del Progetto Mew per la salvaguardia della Terra, nonché leader del gruppo. Con l'acquisizione dei poteri, riesce a capire il linguaggio dei gatti e inoltre con un solo bacio si trasforma in una gattina nera, e soltanto con un altro può riprendere forma umana. Dopo la lotta finale contro gli alieni, si sacrificherà per salvare Mark dandogli la sua vita ed i suoi poteri tramite un bacio; il ragazzo, ribaciandola, la resusciterà. Nel sequel À la mode perde tutti i suoi poteri e va insieme a Mark in Inghilterra, ma torna alla fine e aiuta le altre nella lotta contro i Saint Rose Crusaders. È nata il 15 marzo ed è figlia di Sakura e Shintaro Momomiya. "Ichigo" in giapponese significa "fragola", mentre "Momomiya" è scritto con i kanji del colore rosa e di tempio.
- «Mew Mew Strawberry, Metamorphose!» (「ミュウミュウストロベリー、メタモルフォーゼ！」?, «Myū Myū Sutoroberī, Metamorufōze!», in Italia «Mew Berry, Metamorfosi!»): frase utilizzata da Strawberry per trasformarsi.
- Strawberry Bell (ストロベルベル?, Sutoroberu Beru, in Italia "Fiocco del Cuore"): prima arma, è un cuore fucsia con un fiocco.
- Ribbon Strawberry Check (リボーン・ストロベリー・チェック?, Ribōn Sutoroberī Chekku, in Italia "Fiocco di Luce"): primo attacco, utilizzato con lo Strawberry Bell.
- Ribbon Strawberry Surprise (リボーン・ストロベリー・サプライズ?, Ribōn Sutoroberī Sapuraizu, in Italia "Fiocco di Luce, Massimo Splendore"): secondo attacco, utilizzato con lo Strawberry Bell.
- Mew Aqua Rod (ミュウアクアロッド?, Myū Akua Roddo, in Italia "Cristallo del Cuore"): seconda arma, usata con l'Aqua Mew, è un grande scettro fucsia con un cuore sopra.
- Ribbon Aqua Drops (リボーン・アクア・ドロップス?, Ribōn Akua Doroppusu, in Italia "Fiocco di Gocce"): terzo attacco, utilizzato con la Mew Aqua Rod.
- Ribbon DoubleBerry Check (リボーン・ダブルベリー・チェック?, Ribōn DaburuBerī Chekku): quarto attacco, utilizzato solo nel manga insieme a Love Berry.
- Ribbon Trinity Sonata: attacco utilizzato nel gioco per PS in combinazione con Mina e Lory.
- Ribbon Trinity March: attacco utilizzato nel gioco per PS in combinazione con Mina e Paddy.
- Ribbon Trinity Symphony: attacco utilizzato nel gioco per PS in combinazione con Mina e Pam.
- Ribbon Trinity Prelude: attacco utilizzato nel gioco per PS in combinazione con Mina e Apple.
- Ribbon Trinity Concerto: attacco utilizzato nel gioco per PS in combinazione con Lory e Paddy.
- Ribbon Trinity Serenade: attacco utilizzato nel gioco per PS in combinazione con Lory e Pam.
- Ribbon Trinity Nocturne: attacco utilizzato nel gioco per PS in combinazione con Lory e Apple.
- Ribbon Trinity Rondo: attacco utilizzato nel gioco per PS in combinazione con Paddy e Pam.
- Ribbon Trinity Rhapsody: attacco utilizzato nel gioco per PS in combinazione con Paddy e Apple.
- Ribbon Trinity Requiem: attacco utilizzato nel gioco per PS in combinazione con Pam e Apple.
- Ribbon Strawberry Excellent: attacco utilizzato nel gioco per PS combinando i poteri di Mina, Lory, Paddy e Pam.
- Ribbon Strawberry Check Healing: attacco utilizzato nel gioco per PS combinando i poteri di Mina, Lory, Paddy e Pam.
- Ribbon Imperial Prayer: attacco utilizzato nel gioco per PS combinando i poteri delle sei Mew Mew.
- Mew Sunshine Drops (ミュウ・サンシャイン・ドロップス?, Myū Sanshain Doroppusu): attacco di gruppo utilizzato solo nel manga Tokyo Mew Mew 2020 Re-Turn insieme all'Aqua Mew.

Mina Aizawa (藍沢 みんと?, Aizawa Minto, Mint Aizawa) / Mew Mina (ミュウミント?, Myū Minto, Mew Mint)
Doppiata da: Yumi Kakazu (1º anime) / Mirai Hinata (2º anime) (ed. giapponese), Emanuela Pacotto (1º anime) / Giulia Bersani (2º anime) (ed. italiana)
Ragazza di 13 anni elegante e cresciuta in una famiglia benestante, è una persona orgogliosa e un po' sarcastica, ma anche piuttosto sensibile, cortese e dotata di una grande forza ed integrità interiore. Per questo suo stile di vita, assume atteggiamenti raffinati e snob ed il suo umorismo è fatto di battute sarcastiche e commenti pungenti. Di solito si comporta in modo arrogante, poiché le piace prendere in giro Strawberry e le due litigano spesso, sebbene in realtà stima molto le sue compagne (in particolare Strawberry), ma a causa del suo carattere impacciato, raramente lo dimostra (essendo un personaggio tsundere). Ha un fratello maggiore, Sergio (Seiji), e un cane di razza Pomerania di nome Miki. Si trasforma in Mew Mina, di colore blu, il cui DNA si è fuso con quello del lorichetto blu. È il secondo membro ad unirsi al Progetto Mew per la salvaguardia della Terra. Con l'acquisizione dei poteri, riesce a capire il linguaggio degli uccelli. È la lavoratrice meno attiva del Caffè Mew Mew, al punto che non lavora quasi mai, limitandosi invece a dare ordini a Strawberry e a sorseggiare tè in determinati orari. Ha una grandissima ammirazione per Pam e pratica danza classica. È nata il 3 ottobre. "Mint" significa "menta", mentre "Aizawa" è scritto con i kanji del colore indaco e di acquitrino.
- «Mew Mew Mint, Metamorphose!» (「ミュウミュウミント、メタモルフォーゼ！」?, «Myū Myū Minto, Metamorufōze!», in Italia «Mew Mina, Metamorfosi!»): frase utilizzata da Mina per trasformarsi.
- MinTone Arrow (ミントーンアロー?, MinTōn Arō, in Italia "Cuore di Mina"): arma, è una balestra azzurra in grado di colpire il nemico da una lunga distanza.
- Ribbon Mint Echo (リボーン・ミント・エコー?, Ribōn Minto Ekō, in Italia "Fiocco d'Azione"): attacco, utilizzato con il MinTone Arrow.
- Ribbon Trinity Sonata: attacco utilizzato nel gioco per PS in combinazione con Strawberry e Lory.
- Ribbon Trinity March: attacco utilizzato nel gioco per PS in combinazione con Strawberry e Paddy.
- Ribbon Trinity Symphony: attacco utilizzato nel gioco per PS in combinazione con Strawberry e Pam.
- Ribbon Trinity Prelude: attacco utilizzato nel gioco per PS in combinazione con Strawberry e Apple.
- Ribbon Imperial Prayer: attacco utilizzato nel gioco per PS combinando i poteri delle sei Mew Mew.
- Mint Echo Shower (ミント・エコー・シャワー?, Minto Ekō Shawā): secondo attacco singolo, utilizzato in Tokyo Mew Mew 2020 Re-Turn.
- Mew Sunshine Drops (ミュウ・サンシャイン・ドロップス?, Myū Sanshain Doroppusu): attacco di gruppo utilizzato in Tokyo Mew Mew 2020 Re-Turn insieme all'Aqua Mew.

Lory Midorikawa (碧川 れたす?, Midorikawa Retasu, Lettuce Midorikawa) / Mew Lory (ミュウレタス?, Myū Retasu, Mew Lettuce)
Doppiata da: Kumi Sakuma (1º anime) / Ryōko Jūni (2º anime) (ed. giapponese), Elisabetta Spinelli (1º anime) / Valentina Pallavicino (2º anime) (ed. italiana)
Ragazza di 14 anni studiosa, timida e insicura, ma anche molto gentile e sensibile, che è stata vittima di bullismo. Inizialmente ha poca fiducia in se stessa e la sua docilità la portano a lasciarsi facilmente sopraffare dalle sue compagne di classe, ma pian piano riesce a migliorare dopo aver stretto amicizia con Strawberry e le altre. Porta gli occhiali. Si trasforma in Mew Lory, di colore verde, il cui DNA si è fuso con quello della neofocena. È il terzo membro ad unirsi al Progetto Mew per la salvaguardia della Terra. Nonostante l'acquisizione dei poteri di un animale marino, non sa nuotare, ma supera quest'ostacolo grazie all'Aqua Mew. Al Caffè Mew Mew ce la mette sempre tutta, ma è molto goffa, per cui finisce sempre per rovesciare o rompere qualcosa. Quando pensa di aver sbagliato non esita a chiedere scusa. La sua migliore qualità è credere profondamente nella bontà di ogni persona, comprese le sue ex amiche, però quando combatte sa essere molto aggressiva e tenace tanto da saper muovere enormi quantità d'acqua. Verso la fine della serie sviluppa un interesse per Ryan. È nata il 29 aprile ed è figlia di Eizaburo e Yomogi Midorikawa; ha un fratello minore di nome Uri. "Lettuce" significa "lattuga", mentre "Midorikawa" si scrive con i kanji del colore verde e di fiume.
- «Mew Mew Lettuce, Metamorphose!» (「ミュウミュウレタス、メタモルフォーゼ！」?, «Myū Myū Retasu, Metamorufōze!», in Italia «Mew Lory, Metamorfosi!»): frase utilizzata da Lory per trasformarsi.
- Lettuce (Cas)tanets (レタスタネット?, Retasu Tanetto, in Italia "Fiocco di Lory"): arma, è una coppia di nacchere verdi.
- Ribbon Lettuce Rush (リボーン・レタス・ラッシュ?, Ribōn Retasu Rasshu, in Italia "Fiocco d'Acqua"): attacco, utilizzato con le Lettuce Castanets.
- Ribbon Trinity Sonata: attacco utilizzato nel gioco per PS in combinazione con Strawberry e Mina.
- Ribbon Trinity Concerto: attacco utilizzato nel gioco per PS in combinazione con Strawberry e Paddy.
- Ribbon Trinity Serenade: attacco utilizzato nel gioco per PS in combinazione con Strawberry e Pam.
- Ribbon Trinity Nocturne: attacco utilizzato nel gioco per PS in combinazione con Strawberry e Apple.
- Ribbon Imperial Prayer: attacco utilizzato nel gioco per PS combinando i poteri delle sei Mew Mew.
- LettuSniping Shot (レタススナイピング・ショット?, Retasunaipingu Shotto): secondo attacco singolo, utilizzato in Tokyo Mew Mew 2020 Re-Turn.
- Mew Sunshine Drops (ミュウ・サンシャイン・ドロップス?, Myū Sanshain Doroppusu): attacco di gruppo utilizzato in Tokyo Mew Mew 2020 Re-Turn insieme all'Aqua Mew.

Paddy Wong (黄 歩鈴?, Fon Purin, Pudding Wong) / Mew Paddy (ミュウプリン?, Myū Purin, Mew Pudding)
Doppiata da: Hisayo Mochizuki (1º anime) / Rian Toda (2º anime) (ed. giapponese), Tosawi Piovani (1º anime) / Laura Valastro (2º anime) (ed. italiana)
Ragazzina di 10 anni di origini cinesi, molto vivace, iperattiva e un po' birichina, che sprizza energia da tutti i pori da non riuscire a stare mai ferma. Nonostante sia sempre allegra, ha sofferto moltissimo per la morte di sua madre avvenuta due anni prima e, dato che suo padre è sempre in Cina ad allenarsi nelle arti marziali, è costretta a badare da sola ai suoi quattro fratellini Chincha, Hanacha, Ruucha e Honcha ed alla sua sorellina Heicha. Si trasforma in Mew Paddy, di colore giallo, il cui DNA si è fuso con quello della scimmia leonina. È il quarto membro ad unirsi al Progetto Mew per la salvaguardia della Terra, nonché la più giovane. Per arrotondare le spese familiari, oltre alle mance dei clienti al Caffè Mew Mew, utilizza le sue grandi capacità di acrobata e prestigiatrice per organizzare spettacoli di magia e abilità nei parchi della città. Data l'età, è piuttosto infantile, anche se il fatto di doversi occupare da sola della famiglia l'ha resa più matura. Verso la fine della serie si prende una cotta per Tart, che cerca di nascondere, mentre lui la respinge in tutti i modi per celare anche lui la sua cotta per lei. È nata il 7 agosto. "Pudding/Purin" vuol dire "budino" o "campana che cammina", mentre "Wong" in cinese significa "giallo".
- «Mew Mew Pudding, Metamorphose!» (「ミュウミュウプリン、メタモルフォーゼ！」?, «Myū Myū Purin, Metamorufōze!», in Italia «Mew Paddy, Metamorfosi!»): frase utilizzata da Paddy per trasformarsi.
- Pudding Ring (プリングリング?, Puringu Ringu, in Italia "Fiocco di Paddy"): arma, è un tamburello con una campanella nel mezzo.
- Ribbon Pudding Ring Inferno (リボーン・プリングリング・インフェルノ?, Ribōn Puringu Ringu Inferuno, in Italia "Fiocco Immobilizza"): attacco, utilizzato con il Pudding Ring. Imprigiona i Chimeri in un enorme budino giallo.
- Ribbon Trinity March: attacco utilizzato nel gioco per PS in combinazione con Strawberry e Mina.
- Ribbon Trinity Concerto: attacco utilizzato nel gioco per PS in combinazione con Strawberry e Lory.
- Ribbon Trinity Rondo: attacco utilizzato nel gioco per PS in combinazione con Strawberry e Pam.
- Ribbon Trinity Rhapsody: attacco utilizzato nel gioco per PS in combinazione con Strawberry e Apple.
- Ribbon Imperial Prayer: attacco utilizzato nel gioco per PS combinando i poteri delle sei Mew Mew.
- Tokumori Pudding Ring Inferno (特盛り・プリングリング・インフェルノ?, Toku-mori Puringu Ringu Inferuno): secondo attacco singolo, utilizzato in Tokyo Mew Mew 2020 Re-Turn.
- Mew Sunshine Drops (ミュウ・サンシャイン・ドロップス?, Myū Sanshain Doroppusu): attacco di gruppo utilizzato in Tokyo Mew Mew 2020 Re-Turn insieme all'Aqua Mew.

Pam Fujiwara (藤原 ざくろ?, Fujiwara Zakuro, Zakuro Fujiwara) / Mew Pam (ミュウザクロ?, Myū Zakuro, Mew Zakuro)
Doppiata da: Junko Noda (1º anime) / Momoka Ishii (2º anime) (ed. giapponese), Patrizia Scianca (1º anime) / Chiara Leoncini (2º anime) (ed. italiana)
Ragazza di 16 anni indipendente, fredda e distaccata, nonostante la giovane età ha già raggiunto una certa notorietà come modella, ballerina e attrice, lavoro nel quale pare indossare costantemente una maschera mostrandosi invece sempre gentile e sorridente. Le piace stare da sola e mettere alla prova la sua indipendenza. Si trasforma in Mew Pam, di colore viola, il cui DNA si è fuso con quello del lupo grigio. È il quinto e ultimo membro ad unirsi al Progetto Mew per la salvaguardia della Terra, pur essendo già attiva come guerriera in solitaria. È proprio la sua freddezza a fare di lei una combattente molto forte, che non si lascia condizionare dai sensi di colpa. Sembra che questo suo lato spigoloso sia dovuto a un passato molto doloroso di cui si conoscono pochi dettagli: dai pochi flashback presenti nell'anime si può dedurre che sia nata in America da padre giapponese e madre americana e che durante l'infanzia veniva lasciata sempre da sola; pare che a causa della perdita di una persona a lei molto cara, morta in circostanze misteriose, abbia abbandonato la sua famiglia per trasferirsi in Giappone. Dimostra comunque di possedere un lato più dolce e premuroso (in particolare con i bambini), pur svelandolo molto di rado e, essendo la più grande della squadra, tende a dare dei saggi consigli alle compagne. È nata il 6 settembre. "Zakuro" in giapponese significa "melograno", mentre "Fujiwara" è scritto con i kanji di "glicine" e di "campo".
- «Mew Mew Zakuro, Metamorphose!» (「ミュウミュウザクロ、メタモルフォーゼ！」?, «Myū Myū Zakuro, Metamorufōze!», in Italia «Mew Pam, Metamorfosi!»): frase utilizzata da Pam per trasformarsi.
- Zakuross Whip (ザクロスホイップ?, Zakurosu Hoippu, in Italia "Fiocco di Pam"): arma, è una frusta retrattile costituita da un manico a forma di croce che, al momento dell'attacco, fa fuoriuscire una sorta di corda energetica luminosa.
- Ribbon Zakuross Pure (リボーン・ザクロス・ピュア?, Ribōn Zakurosu Pyua, in Italia "Fiocco d'Energia"/"Ribbon Zakuro Pure" (nel manga)): attacco, utilizzato con la Zakuross Whip.
- Ribbon Trinity Symphony: attacco utilizzato nel gioco per PS in combinazione con Strawberry e Mina.
- Ribbon Trinity Serenade: attacco utilizzato nel gioco per PS in combinazione con Strawberry e Lory.
- Ribbon Trinity Rondo: attacco utilizzato nel gioco per PS in combinazione con Strawberry e Paddy.
- Ribbon Trinity Requiem: attacco utilizzato nel gioco per PS in combinazione con Strawberry e Apple.
- Ribbon Imperial Prayer: attacco utilizzato nel gioco per PS combinando i poteri delle sei Mew Mew.
- Zakuross Pure Karami (ザクロス・ピュア・絡?, Zakurosu Pyua Karami): secondo attacco singolo, utilizzato in Tokyo Mew Mew 2020 Re-Turn.
- Mew Sunshine Drops (ミュウ・サンシャイン・ドロップス?, Myū Sanshain Doroppusu): attacco di gruppo utilizzato in Tokyo Mew Mew 2020 Re-Turn insieme all'Aqua Mew.

Apple Akai (赤井 りんご?, Akai Ringo, Ringo Akai) / Mew Apple (ミュウリンゴ?, Myū Ringo, Mew Ringo)
Doppiata da: Taeko Kawata (ed. giapponese videogioco)
Ragazzina di 10 anni dolce e introversa, compare nel secondo videogioco per PS e nelle storie brevi Le Mini Mew Mew. Vive in una riserva naturale con il fratello maggiore Mashio, e sua madre è morta quando lei era piccola. Non ha amici, a parte il suo pinguino domestico Yuki; è molto timida, ma una volta conosciute le altre Mew Mew, si apre e diventa loro amica. Ammira molto suo fratello e Strawberry, cerca sempre di fare del suo meglio e adora passeggiare di notte. Si trasforma in Mew Apple, di colore rosso, grazie a un pendente che contiene dell'Acqua Mew, regalatole da sua madre; non ha infatti il DNA fuso con quello di un animale, ma rappresenta il pinguino imperatore. Viene considerata la sesta Mew Mew. Con l'acquisizione dei poteri, riesce a parlare con tutti gli animali. "Ringo" in giapponese significa "mela", mentre "Akai" indica il colore rosso.
- Apple Tick (アップルティック?, Appuru Tikku): arma, è una coppia di bacchette con una mela in cima.
- Ribbon Apple Pop (リボーン・アップル・ポップ?, Ribōn Appuru Poppu): attacco, ha poteri di guarigione. Mew Apple non può però attaccare se, mentre combatte assieme a lei non ci sono le altre Mew Mew a cui ridonare le energie.
- Ribbon Trinity Prelude: attacco utilizzato nel gioco per PS in combinazione con Strawberry e Mina.
- Ribbon Trinity Nocturne: attacco utilizzato nel gioco per PS in combinazione con Strawberry e Lory.
- Ribbon Trinity Rhapsody: attacco utilizzato nel gioco per PS in combinazione con Strawberry e Paddy.
- Ribbon Trinity Requiem: attacco utilizzato nel gioco per PS in combinazione con Strawberry e Pam.
- Ribbon Imperial Prayer: attacco utilizzato nel gioco per PS combinando i poteri delle sei Mew Mew.

Berry Shirayuki (白雪 ベリー?, Shirayuki Berī) / Love Berry (ミュウベリー?, Myū Berī, Mew Berry)
Protagonista del sequel Tokyo Mew Mew - À la mode, nel gruppo sostituisce temporaneamente Strawberry che sta studiando all'estero. Ha origini francesi e sua madre è morta quando era piccola. È l'unica ad avere il DNA fuso con due animali, il che la rende molto forte. Si trasforma in Love Berry, di colore bianco, il cui DNA è fuso con quello del gatto selvatico delle Ande e del coniglio nero di Amami. Viene considerata la settima Mew Mew. Come Strawberry, ha un robottino, Ucha, che si trasforma nella sua arma. Durante la serie, si accorge di essere innamorata del suo amico d'infanzia Tasuku; insieme utilizzano il calore del loro amore per liberare i cittadini dall'ipnosi dei Saint Rose Crusaders e cambiare il cuore dei nemici. È nata il 5 gennaio. "Berry" significa "bacca", mentre "Shirayuki" è scritto con i kanji di "neve" e "bianco".
- «Mew Mew Berry, Metamorphose!» (「ミュウミュウベリー、メタモルフォーゼ！」?, «Myū Myū Berī, Metamorufōze!», in Italia «Love Berry, Metamorfosi!»): frase utilizzata da Berry per trasformarsi.
- LoveBerry Rod (ラブベリーロッド?, RabuBerī Roddo): arma, è una bacchetta rossa con in cima una fragola e dei coniglietti.
- Ribbon LoveBerry Check (リボーン・ラブベリー・チェック?, Ribōn RabuBerī Chekku): attacco, utilizzato con la LoveBerry Rod.
- Ribbon DoubleBerry Check (リボーン・ダブルベリー・チェック?, Ribōn DaburuBerī Chekku): secondo attacco, utilizzato insieme a Strawberry.
- LoveBerry Cure (ラブベリー・キュア?, RabuBerī Kyua): terzo attacco, utilizzato in Tokyo Mew Mew 2020 Re-Turn.
- Mew Sunshine Drops (ミュウ・サンシャイン・ドロップス?, Myū Sanshain Doroppusu): attacco di gruppo utilizzato in Tokyo Mew Mew 2020 Re-Turn insieme all'Aqua Mew.

Ryan Shirogane (白金 稜?, Shirogane Ryō, Ryo Shirogane)
Doppiato da: Kōichi Tōchika (1º anime) / Junko Minagawa (da bambino, 1º anime) / Yūichi Nakamura (2º anime) / Momoka Nakamura (da bambino, 2º anime) (ed. giapponese), Davide Garbolino (1º anime, anche da bambino) / Andrea Oldani (2º anime) / Martina Tamburello (da bambino, 2º anime) (ed. italiana)
Ragazzo geniale, scontroso e introverso, insieme a Kyle ha ideato il cosiddetto "Progetto Mew". I suoi genitori scienziati sono morti per mano degli alieni e da allora lotta per il bene del pianeta Terra. Pochi mesi prima dell'incontro con i futuri membri della squadra Mew Mew, sperimentò su di sé il processo di manipolazione genetica sul quale lui e Kyle avevano quasi completato gli studi; tuttavia, non possedendo un DNA adatto, acquisì soltanto l'abilità di trasformarsi in un gatto, Art (アルト?, Aruto). Quando Strawberry viene a conoscenza del suo passato, capisce che il suo atteggiamento insensibile è solo di facciata e che in realtà è altruista, e giura di fare il possibile per aiutarlo contro gli alieni. È il creatore di R2000, un robottino che Strawberry chiama Mash; successivamente crea R2003 per Love Berry, che chiama Ucha. È innamorato di Strawberry ma, sapendo che lei prova dei forti sentimenti per Mark, non si dichiarerà mai.
Kyle Akasaka (赤坂 圭一郎?, Akasaka Keiichirō, Keiichiro Akasaka)
Doppiato da: Hikaru Midorikawa (1º anime) / Yusuke Shirai (2º anime) (ed. giapponese), Lorenzo Scattorin (1º anime) / Max Di Benedetto (2º anime) (ed. italiana)
Ragazzo gentile e affascinante, è l'inseparabile amico di Ryan fin dall'infanzia, che aiuta a realizzare il Progetto Mew per la salvaguardia della Terra dalla minaccia aliena. Più estroverso e sensibile di Ryan, gestisce il Caffè Mew Mew insieme a lui come copertura per controllare invece, dalla sala computer del locale, le condizioni atmosferiche per eventuali attacchi degli alieni. In passato, ha avuto una relazione con una ragazza di nome Rei, che tuttavia fu costretto a lasciare per dedicarsi esclusivamente al Progetto Mew quando Ryan restò orfano.
Mark Aoyama (青山 雅也?, Aoyama Masaya, Masaya Aoyama) / Cavaliere Blu (蒼の騎士?, Ao no Kishi)
Doppiato da: Megumi Ogata (1º anime) / Yūma Uchida (2º anime) (ed. giapponese), Patrizio Prata / Davide Garbolino (Cavaliere Blu; ep. 17-36) (1° anime) / Alessandro Pili (2° anime) (ed. italiana)
Ragazzo molto dolce, educato, calmo, responsabile e con un grande rispetto verso il pianeta e gli animali in via d'estinzione. Pratica kendō ed è molto popolare tra le ragazze a scuola. Ha trascorso l'infanzia in un orfanotrofio e dopo venne adottato. Strawberry è innamorata di lui, ma anche lui lo è di lei e, dopo avere avuto la certezza che la ragazza è una delle Mew Mew, si dichiara finendo per fidanzarcisi. In realtà è il misterioso Cavaliere Blu, guerriero che accorre sempre in aiuto di Mew Berry: verso la fine della serie, viene rivelato che Mark è il primo stadio di maturazione di Profondo Blu, capo degli alieni, mentre il Cavaliere Blu rappresenta la fase successiva. In À la mode, tuttavia, non possiede più il potere di trasformarsi nel cavaliere.
Tasuku Meguro (目黒 侑?, Meguro Tasuku)
Compare nel sequel Tokyo Mew Mew - À la mode. È un amico d'infanzia di Berry e suo vicino di casa, dopo la morte della madre della ragazza ha cominciato ad abbracciarla tutte le mattine. Accetta con tranquillità la nuova identità dell'amica come Mew Mew. Con il proseguire della storia, cerca di nascondere i suoi sentimenti, ma alla fine riesce ad ammettere di amare Berry. Viene ipnotizzato dal Duca, che lo fa rivoltare contro le Mew Mew, ma l'amore di Berry riesce a guarirlo e insieme sconfiggono i Saint Rose Crusaders. Si unisce poi al team del Caffè Mew Mew come cameriere sui roller.

## Antagonisti

### Alieni
Gli alieni sono i nemici delle Mew Mew, contro il quale combattono per tutta la prima serie. Sono in collera con gli esseri umani poiché erano loro ad abitare la Terra molto tempo prima della razza umana, ma dovettero lasciarla a causa di una catastrofe. Dovettero quindi trasferirsi in un pianeta ostile e freddo, sperando, un giorno, di ritornare sulla Terra, che nel frattempo fu abitata e inquinata dagli umani. Dopo la loro sconfitta, in À la mode, sulla Terra rimangono dei Chimeri che le Mew Mew si apprestano a eliminare.
Profondo Blu (ディープ・ブルー?, Dīpu Burū, Deep Blue)
Doppiato da: Megumi Ogata (1° anime), Yuma Uchida (2° anime) (ed. giapponese), Loredana Nicosia / Alessandro Rigotti (ep. 46-52) Alessandro Pili (2° anime), (ed. italiana)
È il principale antagonista della serie, colui che dà gli ordini a Quiche, Pie e Tart. Appare come corpo reale solamente negli ultimi episodi, mentre nei primi se ne sente solo la voce. In seguito, grazie all'Aqua Mew, il suo corpo acquista consistenza. È il più potente e crudele tra gli alieni. Si tratta, in realtà, della pura essenza degli stessi che, prima di abbandonare il pianeta Terra lasciarono un essere della loro razza, idealmente perfetto, nel DNA umano allo stato embrionale. Questo essere si sarebbe evoluto in milioni di anni, fino ad acquistare coscienza nel corpo adeguato e aiutare il suo popolo a riprendersi il pianeta quando fosse tornato a reclamarlo: tale corpo è quello di Mark. Il suo potere è direttamente collegato a quello dell'Aqua Mew, al punto che egli stesso la ritiene una parte di sé, e con essa è in grado di radere al suolo intere città con un sol colpo di spada e, al massimo delle sue facoltà, di estinguere l'intera razza umana. Tuttavia, nonostante lo scopo primario della sua esistenza sia aiutare la sua stessa razza, a lui non importa e vuole semplicemente dominare la Terra ed estinguere gli esseri umani, poiché, essendo talmente potente da sembrare un dio, li vede come schiavi che non si fa scrupolo a sacrificare.
Quiche (キッシュ?, Kisshu)
Doppiato da: Daisuke Sakaguchi (1º anime) / Nobuhiko Okamoto (2º anime) (ed. giapponese), Luca Bottale (1° anime) / Federico Viola (2° anime) (ed. italiana)
Il primo avversario alieno delle Mew Mew. Compare poco dopo che Strawberry ha acquisito i poteri da Mew Mew e la bacia già al loro primo incontro. Si presenta come un ragazzo giocoso, intelligente, crudele, infido e prepotente, sebbene sia già innamorato di lei, nonostante sappia di non essere ricambiato. La maggior parte delle volte che la incontra le propone di collaborare e vivere con lui. Alla fine si batte contro Profondo Blu per salvare la vita a Strawberry e viene ucciso, ma resuscita grazie al potere dell'Aqua Mew, che Mark ruba a Profondo Blu e che lascia ricadere sulla superficie terrestre per porre rimedio ai danni del suo alter ego.
Pie (パイ?, Pai)
Doppiato da: Nobutoshi Canna (1º anime) / Yuichiro Umehara (2º anime) (ed. giapponese), Diego Sabre (1° anime) / Alessandro Fattori (2° anime) (ed. italiana)
È il fratello maggiore di Tart, la mente geniale del gruppo che crea nuove specie di Chimeri. Sopraggiunge con Tart qualche tempo dopo la comparsa di Quiche. Molto freddo e analitico durante gli attacchi, raramente mostra le proprie emozioni, anche quando schernisce le Mew Mew. È fedele a Profondo Blu, ma alla fine, dopo averne visto la crudeltà e la smania di potere, oltre alla devastazione che ha portato, ritrovandosi pure costretto ad uccidere il suo stesso fratello, sacrifica la sua vita per aiutare le Mew Mew, in particolare Lory, di cui si è innamorato. Alla fine, anch'esso viene resuscitato.
Tart (タルト?, Taruto)
Doppiato da: Kiyomi Asai (1º anime) / Daiki Yamashita (2º anime) (ed. giapponese), Patrizia Mottola / Francesca Bielli (ep. 47-52) (1° anime) / Sebastiano Tamburrini (2° anime) (ed. italiana)
È il fratello minore di Pie e ultimo membro del trio di alieni. Infantile e maleducato, fa di tutto per apparire cattivo, anche se in realtà è il meno crudele dei tre. Infatti salva la vita a Paddy, per la quale ha una cotta, che non ha mai ammesso chiaramente al contrario di Quiche con Strawberry. È l'unico del trio che esprime apertamente il proprio divertimento, in contrapposizione allo sguardo imperscrutabile di Pie e al sorriso diabolico di Quiche. Ha un'antipatia per Strawberry, che chiama "vecchia befana"; di rimando lei lo chiama "nanetto". Nel penultimo episodio, anche lui muore ma verrà riportato in vita grazie all'Aqua Mew.
Chimeri (キメラ・アニマ?, Kimera Anima, Chimera Animal)
Sono esseri parassiti dalla forma simile a una medusa che, venuti a contatto con animali, trasformano questi in mostri. Vengono utilizzati dagli alieni per attaccare la Terra e le Mew Mew. Nell'anime vengono fusi anche con piante, spiriti umani, fossili e frammenti di Aqua Mew.

#### Nuovi alieni
Gâteau du Roi (ガトー・デュ・ロワ?, Gatō dyu Rowa)
Doppiato da: Ryōtarō Okiayu (ed. giapponese videogioco)
È un alieno che compare nel secondo videogioco per PS. Ordina a Quiche di rapire Apple per distrarre le Mew Mew dal suo piano: trasformare tutti gli animali in via d'estinzione della riserva naturale in Chimeri. Ha l'abilità del teletrasporto. È intelligente ed elegante, oltre che estremamente fedele a Profondo Blu.

### Saint Rose Crusaders
I Saint Rose Crusaders (セント・ローズ・クルセイダーズ?, Sento Rōzu Kuruseidāsu) sono i nemici della seconda serie À la mode. Il gruppo consiste di quattro adolescenti e del loro capo, il Duca. In un flashback viene rivelato che Royal Highness, Happy Child, Blue Bayou e Sweet Juliet sono nati con poteri speciali che causarono l'allontanamento dei loro genitori e delle persone a loro vicine. Furono iscritti ad un collegio, dove si incontrarono e tramarono un complotto per far esplodere la scuola, ma furono fermati dal Duca. Il loro obiettivo è riformare il mondo creando un'utopia basata sull'intelligenza, la filantropia e l'eleganza.
Duca (公爵?, Dyūku)
È il leader dei Saint Rose Crusaders, veste in modo simile ai membri del Ku Klux Klan, che un tempo fu comandato da David Duke.
Royal Highness (ロイヤルハイネス?, Roiyaru Hainesu)
È il primo Crusaders a combattere contro le Mew Mew. Si finge un docente di nome Yuzen Akizuki (秋月友禅?, Akizuki Yūzen). È vanitoso e iracondo; ha poteri di telecinesi, ipnosi e ha sete di sangue.
Happy Child (ハッピーチャイルド?, Happī Chairudo)
Ha il potere di teletrasportarsi, fluttuare in aria, attaccare con gli ultrasuoni e inserire pensieri nella mente delle persone. In un flashback quando i Crusaders incontrarono per la prima volta il Duca, Happy Child cercò di suicidarsi saltando giù da un tetto, ma venne salvato proprio da il Duca. Il suo nome era Utamaro.
Blue Bayou (ブルーバユー?, Burū Bayū)
Ha un'eccezionale forza psichica.
Sweet Juliet (スーイトージュリエット?, Sūitō Jurietto)
Lavora come attrice drammatica e, secondo Blue Bayou, è il genio del gruppo.

## Altri personaggi
Mash (マシャ?, Masha, Masha)
Doppiato da: NodaJun. (1º anime) / Kaori Ishihara (2º anime) (ed. giapponese), Jolanda Granato (1° anime), Serena Clerici (2° anime) (ed. italiana)
È un piccolo robot creato da Ryan per individuare la presenza dei Chimeri, che mangia una volta purificati. Il suo vero nome è R2000, ma Strawberry lo rinomina Mash. Sconfitti gli alieni, Mash decide di restare con Strawberry e andare con lei e Mark a Londra. Nel manga può fondersi con l'Aqua Mew trovata dalle Mew Mew e trasformarsi nella Mew Aqua Rod, uno scettro con cui attaccare. Nell'anime è un maschio, mentre nel manga è una femmina.
Ucha (ウチャ?, Ucha)
È il secondo robottino creato da Ryan. Il suo vero nome è R2003, ma Berry lo rinomina Ucha. Il suo aspetto ricorda una fragola con delle orecchie da coniglio e può trasformarsi nell'arma di Love Berry.
Mimi (本条 みわ?, Honjō Miwa, Miwa Honjo) & Megan (柳田 もえ?, Yanagida Moe, Moe Yanagida)
Doppiate da: Tomoko Kaneda (1º anime) / Aina Suzuki (2º anime) e Akiko Nakagawa (1º anime) / Iori Saeki (2º anime) (ed. giapponese), Francesca Bielli e Rosa Leo Servidio (1º anime) / Gaia Chiaro e Laura Cherubelli (2º anime) (ed. italiana)
Sono le migliori amiche di Strawberry all'infuori delle Mew Mew. Nell'episodio 23 le due ragazze prendono una cotta, rispettivamente, per Kyle e Ryan: a Mimi piace il primo poiché l'ha aiutata a pagare del tè, mentre a Megan piace il secondo perché l'ha salvata da una banda di teppisti. Seguendo il suggerimento di Strawberry, iniziano a portare dei regali ai ragazzi, che però non sembrano apprezzarli, causando alle due molto dispiacere. Quiche approfitta del loro stato d'animo per trasformarle in dei chimeri, ma Mew Berry riesce a salvarle. Successivamente, Ryan e Kyle rivelano che in realtà i loro regali sono piaciuti ma non ricambiano i loro sentimenti, e Mimi e Megan decidono di fondare un fanclub a loro dedicato. Hanno un carattere molto simile: sono ottimiste e leali verso Strawberry, facendo il tifo per lei e Mark, e dandole consigli su come conquistarlo. Entrambe non sanno della doppia identità dell'amica.
Sakura Momomiya (桃宮 さくら?, Momomiya Sakura) & Shintaro Momomiya (桃宮 慎太郎?, Momomiya Shintarō)
Doppiati da: Takako Honda e Katsuyuki Konishi, Saki Nakajima (2ºanime) e Satoshi Hino (2ºanime) (ed. giapponese), Anna Bonel e Marcello Cortese, Debora Magnaghi e Patrizio Prata (2ºanime) (ed. italiana)
Sono i genitori di Strawberry. Sakura fa la casalinga, mentre Shintaro è un impiegato. Sono molto innamorati.
Baaya (婆や?, Baaya)
Doppiata da: Junko Hori (ed. giapponese), Tullia Piredda (1° anime) (ed. italiana)
È la tata/domestica che si occupa di Mina e suo fratello, a cui tiene molto. È felice quando Strawberry e le altre amiche fanno visita a Mina.
Sergio Aizawa (藍沢 誓司?, Aizawa Seiji, Seiji Aizawa)
Doppiato da: Sōichirō Hoshi (1º anime) / Akira Ishida (2º anime) (ed. giapponese), Luca Sandri (1° anime), Matteo Garofalo (2° anime) (ed. italiana)
È il fratello maggiore di Mina, presente solo nelle serie anime. Nella prima serie studia pianoforte, nella seconda dirige l'azienda di famiglia impegnata nella salvaguardia ambientale.
Yomogi Midorikawa (碧川 よもぎ?, Midorikawa Yomogi), Eizaburo Midorikawa (碧川 英三郎?, Midorikawa Eizaburō) & Uri Midorikawa (碧川 うり?, Midorikawa Uri)
Doppiati da: Michiko Neya, Nobuo Tobita e ? (ed. giapponese), Patrizia Salmoiraghi, Paolo Sesana e Jolanda Granato (ed. italiana)
Sono rispettivamente la madre, il padre e il fratellino di Lory. Eizaburo è un docente universitario.
Chincha, Hanacha, Ruucha, Honcha & Heicha Wong (黄 チンチャ、ハナチャ、ルーチャ、ホンチャ、ヘイチャ?, Fon Chincha, Hanacha, Rūcha, Honcha, Heicha)
Doppiati da: Akiko Nakagawa, Asuka Tanii, Rika Komatsu, Kiyomi Asai e Tomoko Kaneda (ed. giapponese), Jenny De Cesarei, Jolanda Granato, Stella Bevilacqua, Laura Brambilla e Sabrina Bonfitto (1° anime) (ed. italiana)
Sono rispettivamente i quattro fratellini e l'unica sorellina di Paddy. Da quando la madre è morta e il padre si trova in Cina, Paddy essendo la maggiore si occupa di loro.
Mashio Akai (赤井 真潮?, Akai Mashio)
Doppiato da: Megumi Ogata (ed. giapponese videogioco)
È il fratello di Ringo e, come lei, appare nel secondo videogioco per PS. È interessato alla salvaguardia dell'ambiente ai fini di proteggere la fauna selvatica.